# Полексија Димитријевић Стошић
Полексија Димитријевић Стошић (Алексинац, 11. март 1903 — Београд, 3. новембар 1973) била је српска књижевница и професор.

## Биографија
Рођена је 1903. године у Алексинцу. Њен отац, Тодор В. Стошић, је био државни саветник, а мајка Наталија, ћерка Љубе Дидића. Основну школу је похађала у Алексинцу од 1910-1914, гимназију у Алексинцу, Нишу и Београду (1919—1922). Дипломирала је на филозофском факултету у Београду 1926. године. Пре окупације била је суплент у Вишој женској стручној школи, 1929-1930. је била вршилац дужности директора Ниже и продужне занатске школе и професор књижевности у неколико београдских гимназија (1930—1940). Од 1944. до 1960. предавала је у стручним средњим школама.
Између два светска рата била је члан Клуба независних књижевника у Београду, а после рата је из политичких разлога одбила да буде члан те групе. У периоду од 1931. до 1961. године је са С. Пандуровићем, Ст. Јаковљевићем и М. Царем организовала књижевна посела, где се окупљало по 150 људи. Њена кућа била је последњи књижевни салон у Београду. Сарађивала је у многим листовима и часописима: Венцу (1922-1924, 1930-1934), Цицварићевом Београдском дневнику (1924), Домаћици (1929), Летопису Матице српске (1930—1931), Политици (1959), НИН-у (1961) и другима.
Била је удата за Драгомира Димитријевића, редовног професора Грађевинског факултета. Са њим је имала ћерку Маргиту, преводиоца, и синове Драгоша (правник) и Димитрија, редовног професора Грађевинског факултета.

## Стваралаштво
Своји први књижевни рад је објавила у Венцу (1922—1923). Писала је приповетке, песме, чланке из политичке и културне историје. Посела у старом Београду написала је на основу усмених казивања својих суграђана о важним друштвено-политичким збивањима 19. века и литератуе о тим догађајима. У хроници Удаја Петрије описала је прошевину и свадбу Петрије Перке Обреновић, кћери Милоша Обреновића, користећи народно предање и архивска документа. Представила је предају града Београда после тровековног ропства под Турцима готово фактографски у књизи Кључеви белог града. Обухваћени су и обичаји, народна ношња етнички састав Београда, пут Кнеза Михаила у Цариград, Илија Гарашанин и други. У рукопису је оставила дела: Жене хероји у српском народу и Стари бели град прича. Дала је марта 1941. у штампу збирку чланака Из области феминизма и социологије, али су штампани табаци и рукопис у бомбардовању пропали. Полексијина најзначајнија дела су:
- Акценти усамљености, Београд 1937.
- Жене династије Обреновић, Београд 1962.
- Удаја Петрије, Београд 1962.
- Посела у старом Београду, 1965.
- Кључеви белог Града, Београд 1967.